# Колба
Колба е лабораторен съд от стъкло и се използва за химически реакции. Те побират по-големи количества от обикновените епруветки.
Обикновено колбите имат тясно гърло, което е с установен размер. То се разширява до плоска или сферична долна част в зависимост от това какви нужди обслужва.
Съществуват няколко типа лабораторни колби, всяка от които изпълнява различна функция в лабораторията. Най-общо типовете колби са:
| Картина | Име                 | Други имена/описание                                                                                     |
| ------- | ------------------- | --- |
|         | Ерленмайерова колба | Конична колба                                                                                            |
|         | Облодънна колба     | Колба със специално тяло и един или повече отвора, от матово стъкло                                      |
|         | Реторта             | Специален съд с дълъг надолу насочен отвор                                                               |
|         | Изпарителна колба   | Колба с обло тяло и един дълъг отвор без скала                                                           |
|         | Бюхнерова колба     | Дебелостенна конична колба с къса шия, на която има страничен отвор                                      |
|         | Мерителна колба     | Високо-прецизен съд за измерване Колба със сравнително крушовидна форма на тялото и дълга шия със скала. |
|         | Дюарова колба       | Добър топлинен изолатор Колба с кухина и вакуум в нея                                                    |